# Inline (programowanie)
Inline (w programowaniu) – słowo identyfikujące deklarację tak zwanej funkcji otwartej, podprogramu wewnętrznego lub podprogramu. Autorzy języków programowania stosują tę konstrukcję w dwojakim znaczeniu:
1. modyfikatora w deklaracji funkcji lub metody (np. w C++, Object Pascal),
2. dyrektywy języka (np. Turbo Pascal).

## Modyfikator deklaracji
Określa, iż właśnie definiowana funkcja jest funkcją otwartą (tzw. funkcją inline); zostanie ona skompilowana tak jak każda inna funkcja i będzie przechowywana w pamięci (można do niej odwoływać się za pomocą wskaźników), ale jeżeli nastąpi jej wywołanie, to kompilator, zamiast wygenerować w tym miejscu przeniesienie sterowania (skok) do tej funkcji, bezpośrednio wstawi wygenerowany kod tej funkcji, np. C99, C++, Object Pascal, makroasemblery. 
Przykład w języku C++:
```
inline
 
long
 
isqr
(
int
 
a
,
 
int
 
b
)

{

  
return
 
a
 
*
 
b
;

}

inline
 
double
 
Maxd
(
double
 
a
,
 
b
)

{

  
return
 
a
 
>
 
b
 
?
 
a
 
:
 
b
;

}

```

Przykład w języku Object Pascal:
```
procedure
 
MyProc
(
X
:
 
Integer
)
;
 
inline
;

begin

  
// …

end
;

function
 
MyFunc
(
Y
:
 
Char
)
:
 
String
;
 
inline
;

begin

  
// …

end
;

```

## Dyrektywa języka
Umożliwia programowanie hybrydowe – język programowania wysokiego poziomu z osadzonym językiem maszynowym. W dyrektywie takiej umieszcza się kod maszynowy, sama może występować jako instrukcja w ciągu innych instrukcji (instrukcja kodu maszynowego) bądź jako ciało podprogramu (tzw. podprogram wewnętrzny) w jego definicji, jeżeli cały podprogram definiowany jest w kodzie źródłowym wyłącznie za pomocą języka maszynowego. Ma to miejsce np. w starszych kompilatorach z serii Turbo firmy Borland, w tym między innymi Turbo/Borland Pascal.
Przykład w Turbo Pascalu:
```
function
 
size_m
:
 
integer
;

  
inline
(
$CD
/
$12
/
$89
/
$46
/
$04
)
;

  

procedure
 
idf
(
parametry
)
;

begin

  
...

  
inline
(
kod_maszynowy
)
;

  
...

end
;

```